# Pfarrkirche Heimschuh

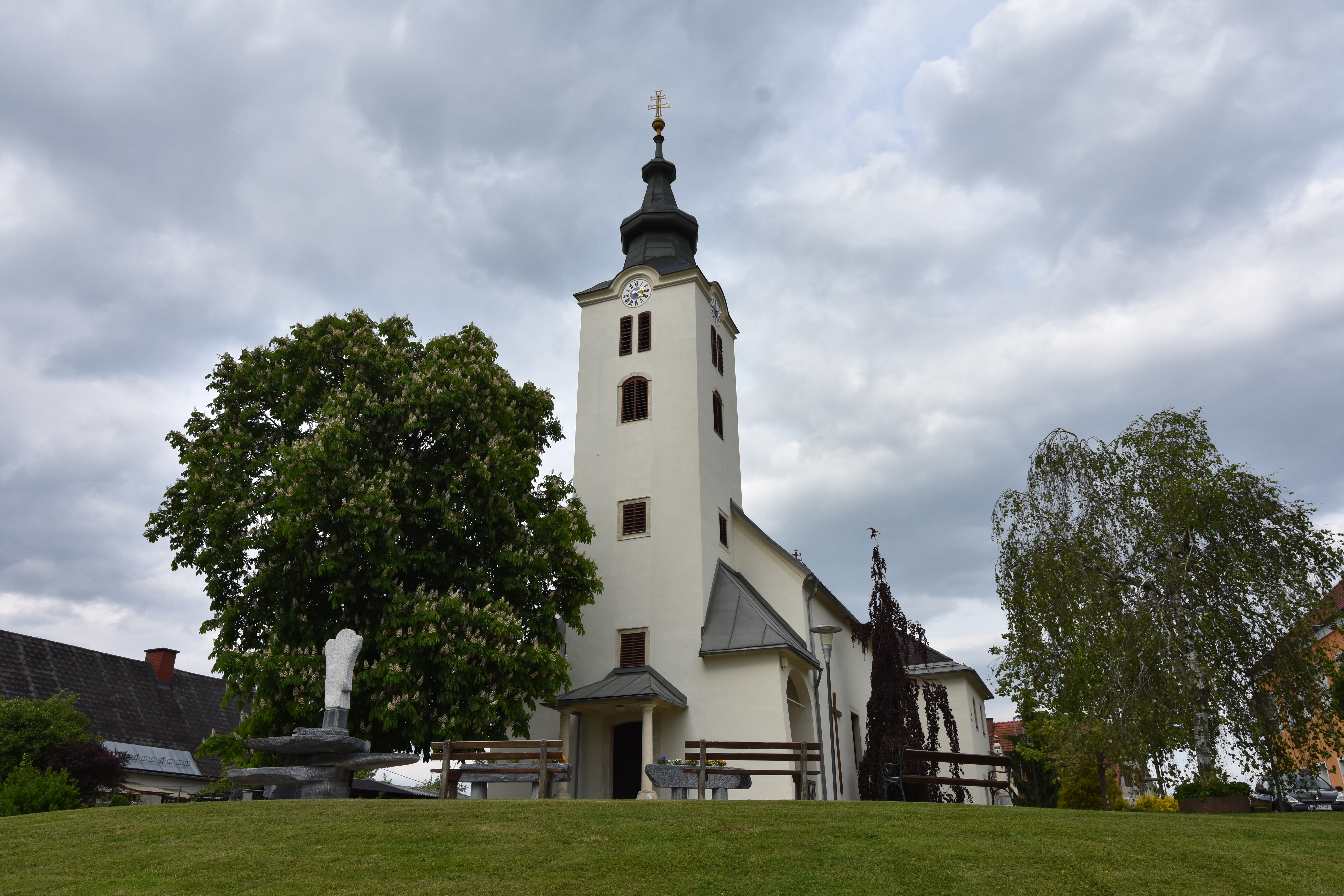
Katholische Pfarrkirche hl. Sigismund in Heimschuh

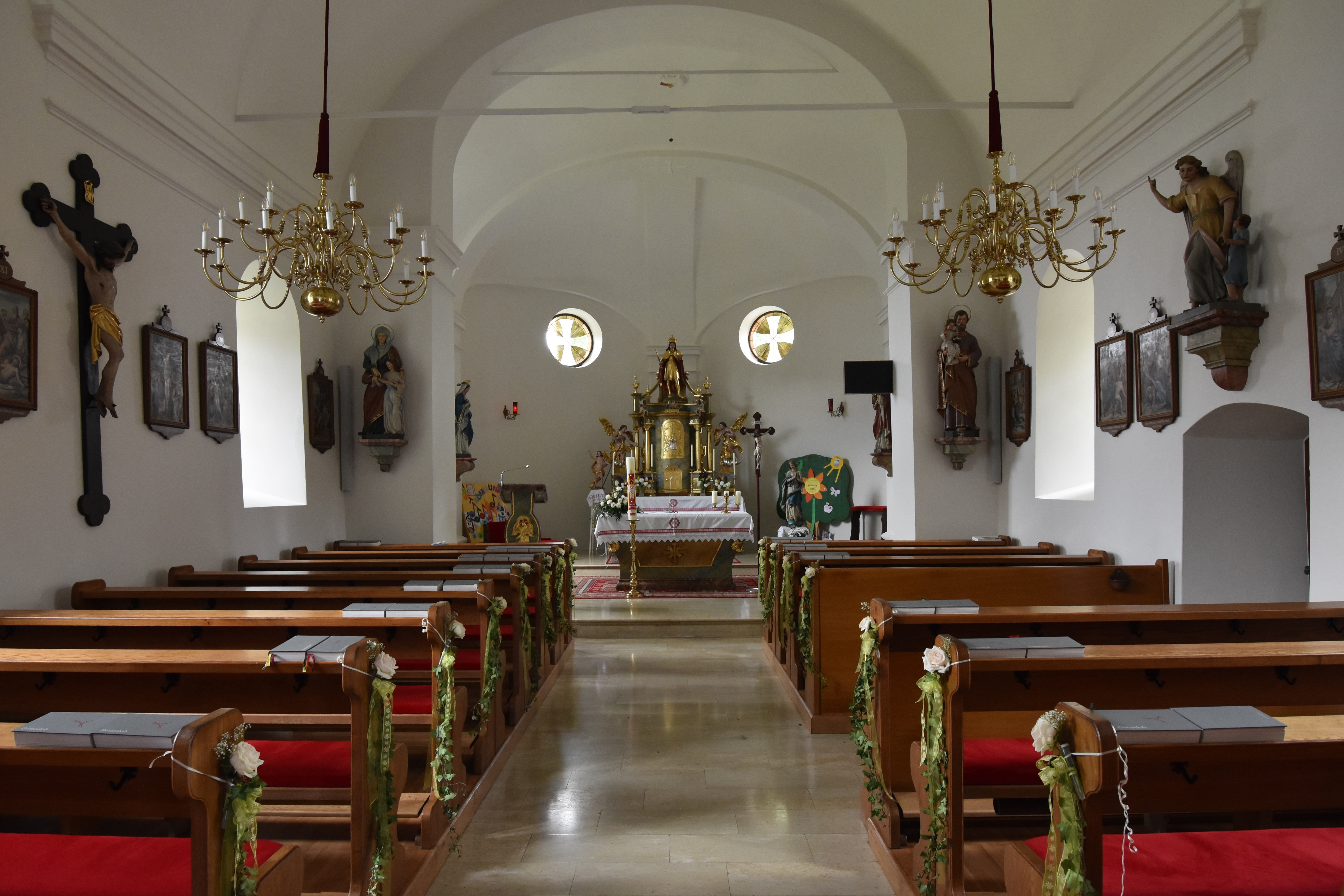
Langhaus, Blick zum Chor

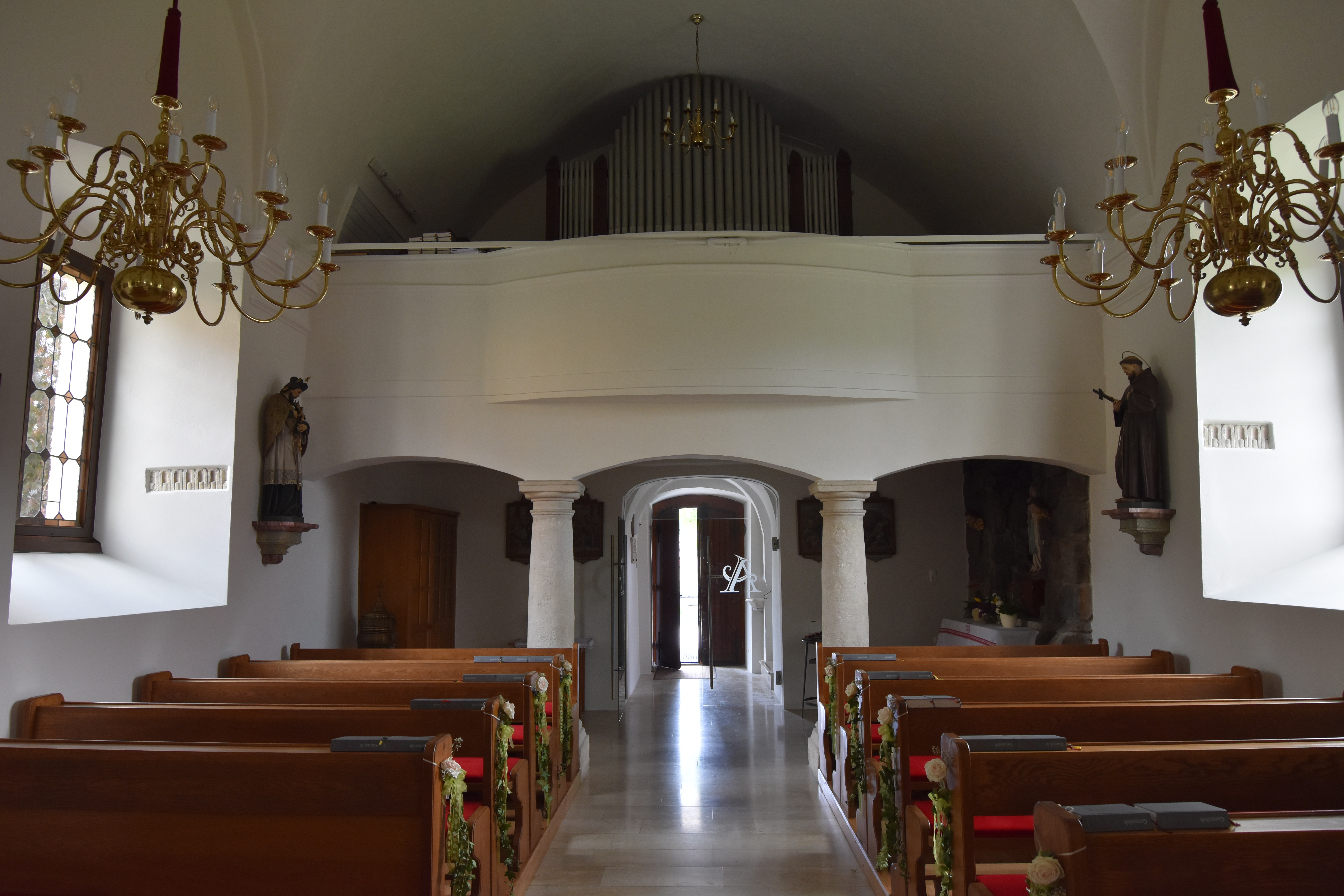
Langhaus, Blick zur Empore

Die römisch-katholische Pfarrkirche Heimschuh steht in der Gemeinde Heimschuh im Bezirk Leibnitz in der Steiermark. Die dem Patrozinium des hl. Sigismund unterstellte Pfarrkirche gehört zur Region Südweststeiermark (Dekanat Leibnitz) in der Diözese Graz-Seckau. Die Kirche steht unter Denkmalschutz (Listeneintrag).

## Geschichte
Urkundlich wurde 1170 eine Kirche genannt. Die Filialkirche der Stadtpfarrkirche Leibnitz wurde 1948 zur Pfarrkirche erhoben.
Im barocken Umbau der Kirche sind noch romanische und gotische Bauteile erhalten. 1971 wurde die Kirche restauriert.

## Architektur
Das schulterbogige spätgotische Südportal nennt 1496. Der Westturm mit einem Spitzhelm hat Vorhallenbauten. Die Sakristei steht südlich am Chor.
Das Kircheninnere zeigt ein Langhaus unter einem Stichkappentonnengewölbe und einen schmäleren einjochigen platzlgewölbten Chor mit einem Fünfzwölftelschluss. Die Westempore ist dreiachsig. 

## Einrichtung
Die Einrichtung ist neugotisch. Im Langhaus stehen Teile eines barocken Altares aus dem dritten Viertel des 18. Jahrhunderts.